# 블랙 데몬
"블랙 데몬"(영어: The Black Demon)은 2023년 공개된 미국, 멕시코, 도미니카의 액션, 스릴러 영화이다.  애드리언 그런버그가 감독을, 카를로스 시스코 등이 각본을 맡았다.

## 출연

### 주연
- 조시 루커스 - 폴 스터제스 역
- 페르난다 우레졸라 - 이네스 역
- 헥터 지메네즈 - 쇼콜라티토 역

### 조연
- 라울 멘데즈 - 엘 레이 역
- 훌리오 세사르 세디요 - 샤토 역